# Malajörn
Malajörn (Nisaetus nanus) är en sydostasiatisk fågel i familjen hökar inom ordningen hökfåglar. Den förekommer i låglänta skogar från Myanmar till Sumatra och Borneo. Arten minskar i antal till följd av skogsavverkning, så pass att den anses vara utrotningshotad, av Internationella naturvårdsunionen placerad i kategorin sårbar.

## Utseende
Malajörnen är en liten, kraftigt tecknad örn med en kroppslängd på 46 centimeter. Huvudsidorna är rostfärgade med svarta streck, den mörka tofsen brett vitspetsad och på stjärten syns tre mörka band. Vingpennornas bas på undersidan av vingen är beigevita medan täckarna är varmare gulbruna och tätt mörkbandade.
Liknande sundaörnen är större, endast smalt vitspetsad på tofsen samt en svartaktig stjärt med en endast ett brett blekgrått centralt band. Undersidan av vingen är vidare vitaktig med kraftigare svart bandning på täckarna och sidan av huvudet är mörkt.

## Läte
Lätet består av gälla, ljusa och stigande ljud som i engelsk litteratur återges som "yik-yee" eller "kliit-kleeik".

## Utbredning och systematik
Fågeln förekommer i fuktiga tropiska och subtropiska låglänta områden i Sydostasien. Den delas upp i två underarter med följande utbredning:
- Nisaetus nanus nanus – förekommer från södra Myanmar och Thailand till Malackahalvön, Sumatra och Borneo
- Nisaetus nanus stresemanni – förekommer på ön Nias utanför Sumatra, troligen utdöd

Den förekommer troligen också på ön Siberut utanför Sumatra.

### Släktestillhörighet
Tidigare fördes den till släktet Spizaetus, men DNA-studier visar att arterna inte är varandras närmaste släktingar.

## Ekologi
Malajörnen är stannfågel i städsegröna skogar i låglänta områden upp till 1 000 meter över havet. Den har även observerats i avverkade områden på Sumatra och Borneo och kan därför hysa en viss tolerans för dessa. Fågeln häckar troligen mellan december och mars. Inget är känt om kullstorlek men alla kända kullar har involverat endast en unge.
.

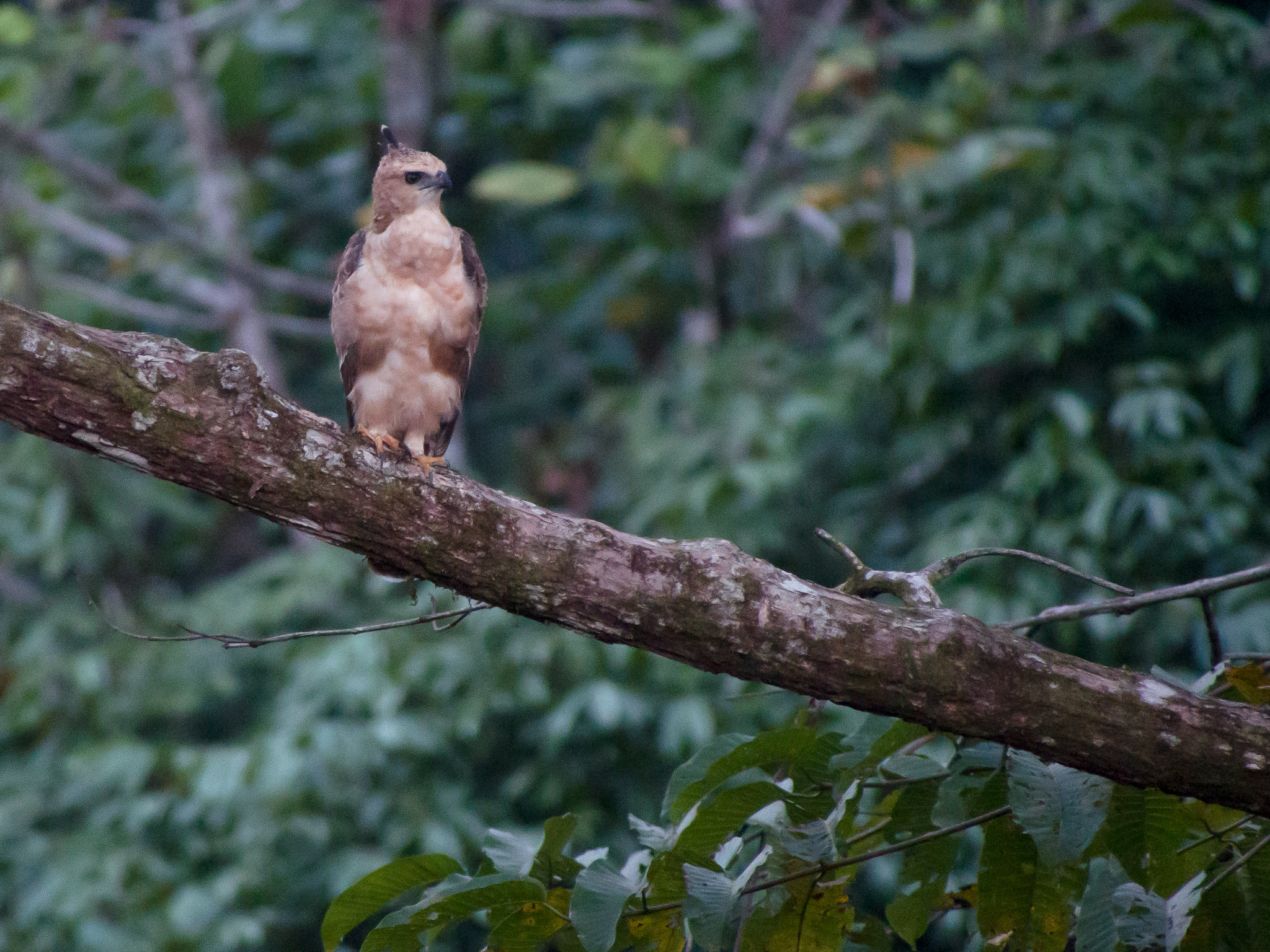
Wallaceörn fotograferad i skymningen, där den spanar efter jätteflygekorrar.

Malajörnen tros huvudsakligen leva av fåglar, men även fladdermöss, ekorrar, råttor och ödlor har noterats. Hur den jagar är inte väl känt, men tros likna sina släktingars, nämligen genom att sitta still inne i eller i kanten av skogen och därifrån göra utfall. Även den ofta ses i par verkar wallaceörnen jaga en och en, ej tillsammans.

## Status och hot
Fågeln har ett stort utbredningsområde, men är fåtalig och minskar dessutom kraftigt i antal till följd av skogsavverkning. Internationella naturvårdsunionen IUCN kategoriserar därför arten som sårbar (VU). Världspopulationen uppskattas preliminärt till mellan 2 500 och 10 000 vuxna individer.

## Namn
Det vetenskapliga artnamnet nanus betyder "dvärg". Det tidigare svenska trivialnamnet wallaceörn hedrar Alfred Russel Wallace som först beskrev arten. Den har även på svenska kallats Wallaces hökörn.